# Museo de la Magia
El Museo de la Magia (originalmente en francés: Musée de la Magie) está situado en el número 11 de la calle San Pablo, en el barrio de Marais, en el IV distrito de París.

## Descripción
El lugar fue adquirido en 1987 por el mago y coleccionista Georges Proust. Tras seis años de obras, abrió sus puertas en 1993.
La primera parte del recorrido está a cargo de magos profesionales, quiénes explican la historia de la magia. Posteriormente se ofrece un espectáculo de magia de salón. Varias salas ofrecen ilusiones ópticas y espejos deformantes, vitrinas con material utilizado por ilusionistas desde el siglo XVII (grandes ilusiones, carteles, autómatas), así como numerosas máquinas de monedas utilizadas por los feriantes.
Una pequeña tienda sigue siendo la ocasión para una última serie de demostraciones. La academia de magia Georges-Proust exhibe sus creaciones. Una escuela de magia también ofrece cursos durante todo el año.
El Museo de Magia también está junto al Museo de Autómatas, con el que comparte instalaciones.

## En la cultura popular
El museo sirve de escenario a una tira cómica de Bruno Bertin: Los maestros de la magia y de la ilusión I: Méliès (Éditions P'tit Louis, 2024).